# Galera (Espanha)
Galera é um município da Espanha na província de Granada, comunidade autónoma da Andaluzia, de área 117 km² com população de 1135 habitantes, e densidade populacional de 9,81 hab/km². Achado de um esqueleto de mulher com seu filho prova que Galera tem 3.800 anos de história e foi colonizada pelos árabes.   A Villa fica entre 02 montanhas de pedras com milhares de cavernas ou cuevas em espanhol. As cuevas onde antes viviam os pobres, hoje modernizadas,  moram os ricos ou alugam para temporada.   Há um museu com toda a historia de Galera no centro da cidade. 

## Demografia
| Variação demográfica do município entre 1991 e 2004 | Variação demográfica do município entre 1991 e 2004 | Variação demográfica do município entre 1991 e 2004 | Variação demográfica do município entre 1991 e 2004 |
| --------------------------------------------------- | --------------------------------------------------- | --------------------------------------------------- | --------------------------------------------------- |
| 1991                                                | 1996                                                | 2001                                                | 2004                                                |
| 1660                                                | 1426                                                | 1284                                                | 1152                                                |